# 谢家街西山遗址
谢家街西山遗址，位于中国吉林省东辽县凌云乡文关村，为一个省级文物保护单位，类型为古遗址，公布时间为2007年5月31日。该文物保护单位由东辽县文物管理所管理。
谢家街西山遗址的历史年代为青铜时代。